# Baron Airedale

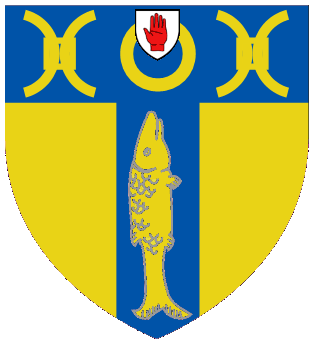
Wappen der Barone Airedale

Baron Airedale, of Gledhow in the West Riding of the County of York, war ein erblicher britischer Adelstitel in der Peerage of the United Kingdom.
Familiensitz der Barone war Gledhow Hall in Gledhow bei Leeds in West Yorkshire.
Der Titel wurde am 17. Juli 1907 für den liberalen Politiker Sir James Kitson, 1. Baronet, geschaffen. Bereits am 28. August 1886 war ihm in der Baronetage of the United Kingdom der fortan nachgeordnete Titel Baronet, of Gledhow in the West Riding of the County of York, verliehen worden. Beide Titel erloschen beim kinderlosen Tod seines Enkels am 19. März 1996.

## Liste der Barone Airedale (1907)
- James Kitson, 1. Baron Airedale (1835–1911)
- Albert Kitson, 2. Baron Airdale (1863–1944)
- Roland Kitson, 3. Baron Airdale (1882–1958)
- Oliver Kitson, 4. Baron Airedale (1915–1996)